# Бруно Росети
Бруно Росети (итал. Bruno Rossetti; 9. октобар 1960 — 8. фебруар 2018) био је италијански стрелац и освајач олимпијске медаље.

## Биографија
Рођен је 9. октобра 1960. у Троау.
Бронзану медаљу је освојио у скиту на Летњим олимпијским играма 1992. у Барселони.
Његов син је Габријеле Росети, освајач златне медаље у стрељаштву на Летњим олимпијским играма 2016.
Преминуо је 8. фебруара 2018. у Понте Буђанезеу.

## Резултат
| Олимпијски резултати | Олимпијски резултати | Олимпијски резултати |
| Категорија           | 1992.                | 1996.                |
| -------------------- | -------------------- | -------------------- |
| Скит (мешовито)      | Бронза 148+50+24     | Not held             |
| Скит (мушкарци)      | Not held             | 20. 119              |